# Saint-Salvadour
Saint-Salvadour – miejscowość i gmina we Francji, w regionie Nowa Akwitania, w departamencie Corrèze.
Według danych na rok 1990 gminę zamieszkiwały 292 osoby, a gęstość zaludnienia wynosiła 15 osób/km² (wśród 747 gmin Limousin Saint-Salvadour plasuje się na 361. miejscu pod względem liczby ludności, natomiast pod względem powierzchni na miejscu 353.).